# Foxy Shazam
I Foxy Shazam sono un gruppo musicale statunitense formatosi a Cincinnati nel 2004.
Tra i brani più rappresentativi del gruppo vi sono Wanna-Be Angel, Oh Lord e I Like It.

## Formazione
- Eric Sean Nally - voce
- Loren Daniel Turner - chitarre
- Daisy Caplan - basso
- Schuyler Vaughn White - tastiere
- Alex Nauth - corni, cori
- Aaron McVeigh - batteria

## Discografia

### Album in studio
- 2005 – The Flamingo Trigger
- 2008 – Introducing Foxy Shazam
- 2010 – Foxy Shazam
- 2012 – The Church of Rock and Roll
- 2014 – Gonzo
- 2020 – Burn
- 2022 – The Heart Behead You
- 2023 – Dark Blue Night
- 2025 – Animalty Opera

### Singoli
- 2005 – The French Passion of Animality Opera
- 2008 – A Dangerous Man
- 2009 – Wanna-Be Angel

- 2010 – Unstoppable
- 2010 – Oh Lord
- 2011 – I Like It
- 2012 – Holy Touch
- 2012 – Welcome to the Church of Rock and Roll
- 2020 – Burn
- 2020 – Dreamer
- 2020 – The Rose
- 2022 – I'm In Love
- 2022 – Dancing With My Demons